# 大孔沙条鲨
大孔沙条鲨（学名：Negogaleus macrostoma）为真鲨科沙条鲨属的鱼类。分布于印度尼西亚以及南海等海域，常见于暖水性近海。该物种的模式产地在Plagiost。
其种加词“macrostoma”意为“大口的”。